# هو چان-می
هو چان-می (به انگلیسی: Huh Chan-mi) (زاده ۶ آوریل ۱۹۹۲) خواننده اهل کره جنوبی است.